# Salvador Martorell i Oller

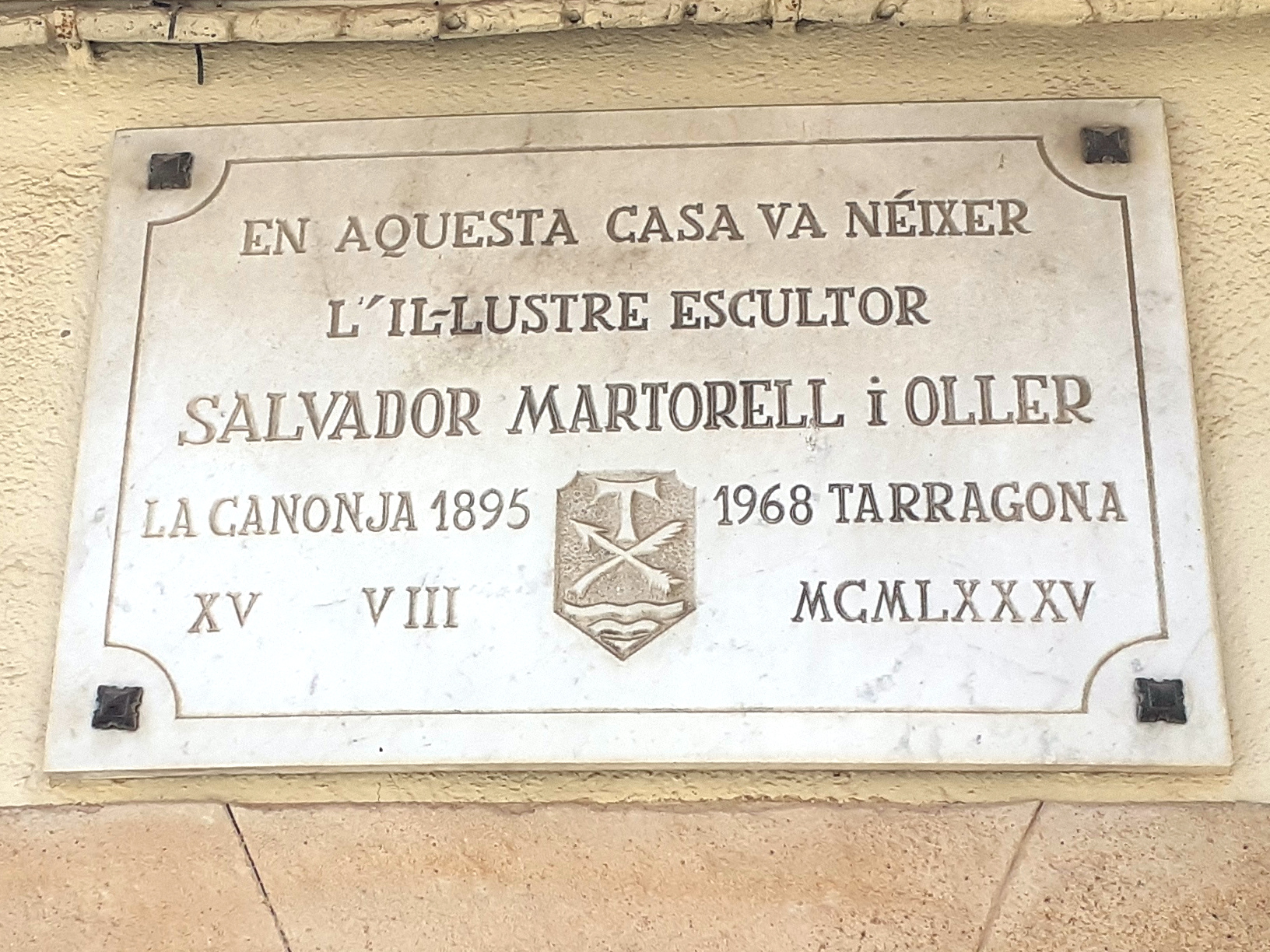
Placa a la seva casa natal a la Canonja

Salvador Martorell i Oller   (la Canonja, 2 de febrer de 1895 - Tarragona, 13 de maig de 1968) fou un escultor català. Es va formar al Taller Arana i Bru de Tarragona i a l'Escola de la Llotja a Barcelona (1914), on va treballar a la casa Gabriel Bechini. Va exposar, el 1917, a Barcelona i a Tarragona, i obtingué de la diputació tarragonina una pensió per a ampliar estudis a París entre 1918 i 1919. Medalla d'or de l'exposició Arts Déco de París del 1925 i de l'Exposició Internacional del 1929, a Barcelona. Va treballar com a professor al Taller-Escola de Pintura i escultura de Tarragona (1934-1938) i a l'Escola-Taller d'Art de la Diputació de Tarragona (1947- 1965). Té també dues medalles Julio Antonio de Tarragona (1944 i 1945). La seva obra està vinculada amb el noucentisme i va mostrar un gran domini de la tècnica i una gran sensibilitat en el tractament de la figura humana.